# Myodocopa
Los miodócopos (Myodocopa) son una subclase de crustáceos ostrácodos. Tradicionalmente Myocopoda y Podocopa han sido clasificadas como subclases en la clase Ostracoda, aunque hay algunas dudas acerca de cómo se vinculan los dos grupos.
Los Myodocopa se definen por poseer un caparazón pobremente calcificado, y 8-9 artejos en el exopodio del segundo par de antenas. El margen ventral del caparazón no es cóncavo, y las valvas no se sobreponen mucho.

## Taxonomía
Los miodócopos incluyen dos órdenes:
- Orden Myodocopida Sars, 1866

Suborden Myodocopina Sars, 1866
- Orden Halocyprida Dana, 1853

Suborden Cladocopina Sars, 1865
Suborden Halocypridina Dana, 1853